# Georg Stingl
Georg Stingl (* 28. Oktober 1948 in Wien) ist Universitätsprofessor für Dermatologie an der Medizinischen Universität Wien und war Präsident der mathematisch-naturwissenschaftlichen Klasse der Österreichischen Akademie der Wissenschaften von 2011 bis 2013.

## Wissenschaftliche Laufbahn
Nach seiner Matura im Jahr 1966 studierte Georg Stingl an der Universität Wien Medizin und wurde 1973 sub auspiciis praesidentis zum Dr. med. univ. promoviert.
Von 1973 bis 1976 absolvierte er seine Facharztausbildung für Dermatologie an der I. Universitäts-Hautklinik in Wien. Während dieser Zeit arbeitete er auch zwei Jahre an immunologischen Fragestellungen am Institut für Immunologie der Universität Wien (Sponsor: Walter Knapp). Von 1977 bis 1978 erhielt er ein Visiting Fellowship („befristeter Gastaufenthalt“) am National Cancer Institute, Bethesda, um immunologische bzw. immun-dermatologische Forschungsarbeit unter den Sponsoren Stephen I. Katz, Ira Green und Ethan M. Shevach durchzuführen.
1978 kehrte Georg Stingl nach Österreich zurück und wurde Oberarzt an der Klinik für Dermatologie und Venerologie der Universität Innsbruck (Vorstand: Klaus Wolff), um ein immunologisches Forschungslabor aufzubauen und zu leiten. 1980 habilitierte er sich an dort im Fach Dermatologie und Venerologie und wechselte 1981 als Oberarzt an die I. Universitäts-Hautklinik Wien (Vorstand: Klaus Wolff) um die Leitung der Arbeitsgruppe „Immunbiologie der Haut“ zu übernehmen. 1985 wurde Georg Stingl zum außerordentlichen Universitätsprofessor (§ 31 UOG) für Dermatologie und Venerologie und gleichzeitig zum Abteilungsleiter bestellt.
1985 wechselte er nochmals für kurze Zeit an das NCI, diesmal als guest researcher („Gastforscher“), kehrte ein Jahr später an die I. Universitäts-Hautklinik in Wien zurück und wurde 1991 zum Ordentlichen Universitätsprofessor an der Universität Wien ernannt. Seit 1992 ist er auch Leiter der Klinischen Abteilung für Immundermatologie und Infektiöse Hautkrankheiten der Universitätsklinik für Dermatologie in Wien.
Georg Stingl ist wirkliches Mitglied der mathematisch-naturwissenschaftlichen Klasse der Österreichischen Akademie der Wissenschaften. Er ist Vorstand des Akademie-Rechenzentrums, wurde 2003 zum Sekretär und 2011 zum Präsidenten der mathematisch-naturwissenschaftlichen Klasse dieser Akademie gewählt. Diese Funktion übte er bis zum 31. Juli 2013 aus.
Seine Forschungsgebiete umfassen die immunologischen Funktionen der Haut als Organ. Georg Stingl entdeckte so die immunologische Funktion der epidermalen Langerhanszellen und konnte auch nachweisen, dass diese die Zielstruktur bei einer HIV-Infektion über die Haut darstellen. Später erfolgten weitere Charakterisierungen wie die der IgE-Rezeptoren oder auch die Identifizierung von Autoantigenen bei Patienten mit atopischer Dermatitis. Derzeit arbeitet Georg Stingl u. a. an Wirkung und Wirkmechanismus immunmodulierender Medikamente.
Er ist Mitglied mehrerer weiterer wissenschaftlicher Gesellschaften, etwa der Deutschen Akademie der Naturforscher Leopoldina (Mitglied des Präsidiums seit 2006), der Österreichischen Gesellschaft für Dermatologie und Venerologie (seit 1988 im Vorstand; 1995–1996 Präsident), des European Dermatology Forum (2001–2003 Präsident), der European Society for Dermatological Research (1988–1994 im Vorstand; 1992–1993 Präsident), der American Academy of Dermatology oder der Japanese Society for Investigative Dermatology. Er ist Mitglied der Österreichischen AIDS-Gesellschaft (Vizepräsident seit 1990), der American Federation of Clinical Research oder des Council of the European Macrophage and Dendritic Cell Society. Weiters ist Stingl Mitglied der Österreichischen Gesellschaft für Allergologie und Immunologie, deren Präsident er von 1998 bis 2000 war.
Georg Stingl ist Ehrenmitglied folgender Vereinigungen: American Dermatological Association, Ungarische Gesellschaft für Dermatologie, Ungarische Gesellschaft für Immunologie, Polnische Dermatologische Gesellschaft, Vereinigung Rheinisch-Westfälischer Dermatologen, Societé Francaise de Dermatologie, Finnische Dermatologische Gesellschaft, Deutsche Gesellschaft für Allergologie und klinische Immunologie sowie korrespondierendes Mitglied der Schwedischen und Schweizerischen Gesellschaften für Dermatologie.
Georg Stingl ist Autor von mehr als 400 Publikationen in wissenschaftlichen Zeitschriften (Originalarbeiten, Übersichtsartikel und Aufsätzen). In mehreren wissenschaftlichen Journalen ist er (Mit-)Herausgeber.

## Auszeichnungen
Er ist Träger zahlreicher Auszeichnungen, darunter:
- 2023 Ehrenmitglied der Gesellschaft der Ärzte in Wien
- 2017 Karl-Herxheimer-Medaille der Deutschen Dermatologischen Gesellschaft
- 2016 Großes Silbernes Ehrenzeichen für Verdienste um die Republik Österreich
- 2015 Alfred-Marchionini-Gold Medaille der Alfred-Marchionini-Stiftung
- 2012 Ehrenmitglied der Society for Investigative Dermatology
- 2010 Nekam Medaille der Ungarischen Dermatologischen Gesellschaft
- 2009 EADV Scientific Achievement Award, Berlin
- 2009 Lifetime Achievement Award of the American Skin Association (ASA)
- 2009 Karl Landsteiner-Medaille der Österreichischen Gesellschaft für Allergologie und Immunologie (ÖGAI)
- 2008 Pro Meritis-Award des European Dermatology Forums
- 2007 Kardinal-Innitzer Würdigungspreis
- 2007 Unna-Medaille der Deutschen Dermatologischen Gesellschaft
- 2006 Preis der Stadt Wien für Medizinische Wissenschaften
- 2003 Stephen Rothman Award der Society for Investigative Dermatology
- 1999 Ehrendoktorat der Medizinischen Semmelweis-Universität zu Budapest
- 1996 Dermatitis Research Award der American Skin Association (ASA)
- 1992 Clemens-von-Pirquet-Preis der Österreichischen Gesellschaft für Allergologie und Immunologie
- 1988 Karl-Landsteiner-Preis für immunologische Grundlagenforschung der Österreichischen Gesellschaft für Allergologie und Immunologie
- 1987 AIDS-Preis der Österreichischen Gesellschaft für Allergologie und Immunologie (Koautor)
- 1986 Unilever-Preis
- 1986 Montagna-Preis der Society for Investigative Dermatology
- 1986 Preis der Stiftung Hoechst AG
- 1983 Sandoz Preis für Medizin
- 1980 Ferdinand von Hebra Preis der Österreichischen Gesellschaft für Dermatologie